# 福島県道322号壷楊本町線
福島県道322号壷楊本町線（ふくしまけんどう322ごう つぼようもとまちせん）は、福島県耶麻郡猪苗代町を通る一般県道である。

## 路線概要
- 起点：耶麻郡猪苗代町大字壷楊字南浜
- 終点：耶麻郡猪苗代町大字磐里六角
- 総延長：8.689km[1]
  - 実延長：7.884km
- 路線認定年月日：1959年8月31日[2]

### 重用区間
- 福島県道202号関都停車場金田線（関都字南切立～JR関都駅）
- 福島県道323号野老沢川桁停車場線（川桁字道上地内）

### 道路施設
観音寺川橋
- 全長：21.5m
- 幅員：16.8m
- 竣工：1997年[3]

川桁字村北、字上川原に位置し、一級水系阿賀野川水系観音寺川を渡る。橋上は上下対向2車線で供用され、上下線両側に歩道が設置されている。当橋梁より西側の観音寺川は桜並木が約1Kmに渡り続き、春には多くの観光客でにぎわう。
西舘橋
- 全長：165.0m
- 幅員：10.0m
- 竣工：1967年[3]

八幡字白谷地道から西舘字南屋敷に至り、一級水系阿賀野川水系長瀬川を渡る。橋上は上下対向2車線で供用され、上り線側に歩道が設置されている。正式には西舘1号橋として道路管理者である福島県により管理されており、西側に近接するボックスカルバートが西舘2号橋である。

## 通過する自治体
- 耶麻郡猪苗代町

## 接続・交差する道路
- 国道49号（壷楊字南浜（志田浜交差点） 起点）
- 福島県道202号関都停車場金田線 金田方面（関都字南切立）
- 福島県道323号野老沢川桁停車場線 福島方面（川桁字道上地内）
- 福島県道323号野老沢川桁停車場線 JR川桁駅方面（川桁字道上地内）
- 国道115号（梨木西）
- 福島県道204号猪苗代停車場線（磐里六角 終点）

## 沿線
- JR磐越西線
  - 猪苗代湖畔駅
  - 関都駅
- 福島県猪苗代土木事務所
- 福島県警察猪苗代警察署